# Christof Oefelein
Christof Oefelein (* 11. August 1970 in Garmisch-Partenkirchen) ist ein deutscher Kameramann.

## Leben
Christof Oefelein wurde 1970 geboren. Er machte sein Abitur in Garmisch. Seit seinem 18. Lebensjahr lebt er in München.
Seit 1995 arbeitet er als Kameramann. 2006 hatte er seine erste Arbeitseinsatz in der Fernsehserie Das Kreuz mit der Schrift. Mit Utta Danella drehte er 2014 erstmals eine Serie.

## Filmografie
- 1994: Die Wache
- 1997: Easy Day
- 1997: Lokalderby – Eine Stadt im Fußballfieber
- 1998: Caipiranha – Vorsicht, bissiger Nachbar
- 1999: Martin (Dokumentarfilm)
- 2000: Klein, schnell und außer Kontrolle (Dokumentarfilm)
- 2000: B-Movie
- 2001: Morgenland
- 2002: Aufnahme (Dokumentarfilm)
- 2003: Nachtschicht (Dokumentarfilm)
- 2006: Das Kreuz mit der Schrift (Fernsehserie, Folge 1x03)
- 2006: Sturm der Liebe
- 2007: Marilyn Reloaded
- 2007: Die Lawine (Fernsehfilm)
- 2009: Schreibe mir – Postkarten nach Copacabana (Fernsehfilm)
- 2009: Gletscherblut (Fernsehfilm)
- 2009: Besprechung (Dokumentarfilm)
- 2010: The Felix Baumgartner Story
- 2010: Ein Praktikant fürs Leben (Fernsehfilm)
- 2012: Das Wunder von Merching (Fernsehfilm)
- 2012: Das Leben ist ein Bauernhof (Fernsehfilm)
- 2012: Abseitsfalle
- 2013: 24 Milchkühe und kein Mann (Fernsehfilm)
- 2013: Die Gruberin (Fernsehfilm)
- 2014: Julia und der Offizier (Fernsehfilm)
- 2014: Streif – One Hell of a Ride
- 2014: Schluss! Aus! Amen! (Schluß! Aus! Amen!, Fernsehfilm)
- 2014–2015: Utta Danella:
  - 2014: Die Himmelsstürmer
  - 2015: Lügen haben schöne Beine
- 2016: Ein Sommer auf Lanzarote (Fernsehfilm)
- 2016: Ein Sommer in Dänemark (Fernsehfilm)
- 2017: 2 Sturköpfe im Dreivierteltakt (Zwei Tänzer für Isolde, Fernsehfilm)
- 2017: Die stille Revolution (Dokumentarfilm)
- 2017–2018: Wilsberg:
  - 2017: MünsterLeaks
  - 2018: Prognose Mord
- 2019: Irgendwas bleibt immer (Fernsehfilm)
- 2020: Hochzeitsstrudel und Zwetschgenglück (Fernsehfilm)
- 2022: Trügerische Sicherheit (Fernsehfilm)
- 2021–2023: Frühling:
  - 2021: Große kleine Lügen
  - 2021: Mit Regenschirmen fliegen
  - 2021: Schmetterlingsnebel
  - 2023: Das Geheimnis vom Rabenkopf
  - 2023: Kleiner Engel, kleiner Teufel
  - 2024: Ein Zebra im Gepäck
  - 2024: Die verschwundenen Eltern
  - 2025: Babyalarm
  - 2025: Mein Geheimnis, dein Geheimnis